# Disterigma utleyorum
Disterigma utleyorum är en ljungväxtart som beskrevs av R.L. Wilbur och J.L. Luteyn. Disterigma utleyorum ingår i släktet Disterigma och familjen ljungväxter. Inga underarter finns listade i Catalogue of Life.